# El ministerio del tiempo
El ministerio del tiempo  (en català, El ministeri del temps) és una sèrie de televisió espanyola de ciència-ficció, creada per Pablo Olivares i Javier Olivares i produïda per Netflix (tercera temporada), Onza Partners i Cliffhanger per a TVE. Es va estrenar el 24 de febrer de 2015 a La 1. És protagonitzada per Aura Garrido, Rodolfo Sancho, Cayetana Guillén Cuervo i Nacho Fresneda. La premissa de la sèrie és que un soldat del segle xvi, una dona universitària del segle xix i un infermer de 2015 són contractats per un ministeri secret espanyol que posseeix unes portes subterrànies que en travessar-les permeten viatjar pel temps.

## Sinopsi
El Ministeri del Temps és una institució governamental autònoma i secreta que depèn directament de Presidència de Govern. Igual que als Estats Units es guarden els secrets i la clau per a un possible atac nuclear de president a president, el mateix passa amb aquest Ministeri: només reis, presidents i un nombre exclusiu de persones en saben alguna cosa.
El pas cap a altres èpoques es realitza a través de portes vigilades per les Patrulles del Ministeri. El seu objectiu: detectar i impedir que qualsevol intrús del passat arribi al nostre present -o viceversa- amb la finalitat d'utilitzar la història per al seu benefici. Per a això les Patrulles hauran de viatjar al passat i evitar que ho aconsegueixin.

## Repartiment[3]
| Actor                   | Personatge                                      | Temporada | Temporada |           |
| Actor                   | Personatge                                      | 1         | 2         |           |
| ----------------------- | ----------------------------------------------- | --------- | --------- | --------- |
| Rodolfo Sancho          | Julián Martínez                                 | Principal | Principal |           |
| Aura Garrido            | Amelia Folch                                    | Principal | Principal |           |
| Nacho Fresneda          | Alonso de Entrerríos Fresneda                   | Principal | Principal |           |
| Cayetana Guillén Cuervo | Irene Larra Girón                               | Principal | Principal |           |
| Juan Gea                | Ernesto Jiménez / Pedro Fernández de Torquemada | Principal | Principal |           |
| Jaime Blanch            | Salvador Martí / Salvador Roa                   | Principal | Principal |           |
| Francesca Piñón         | Angustias Vázquez                               | Principal | Principal |           |
| Hugo Silva              | Jesús Méndez Pontón "Pacino"                    |           | Principal |           |
| Natalia Millán          | Lola Mendieta                                   | Recurrent | Recurrent |           |
| Mar Ulldemolins         | Maite                                           | Recurrent | Episòdic  |           |
| Julián Villagrán        | Diego Velázquez                                 | Recurrent | Recurrent |           |
| Ramón Langa             | Ambrosio Spínola                                | Episòdic  | Episòdic  |           |
| Mar Saura               | Susana Torres                                   | Episòdic  | Recurrent |           |
| Víctor Clavijo          | Lope de Vega                                    | Episòdic  | Episòdic  |           |
| Miguel Rellán           | Gil Pérez                                       | Episòdic  | Episòdic  |           |
| Jimmy Shaw              | Paul Walcott / lord Charles York                | Episòdic  | Recurrent | Recurrent |
| Algis Arlauskas         | Ferguson                                        |           | Episòdic  | Episòdic  |
| Susana Córdoba          | Elena Castillo / Blanca                         | Recurrent | Recurrent | Recurrent |